# SC Atlético

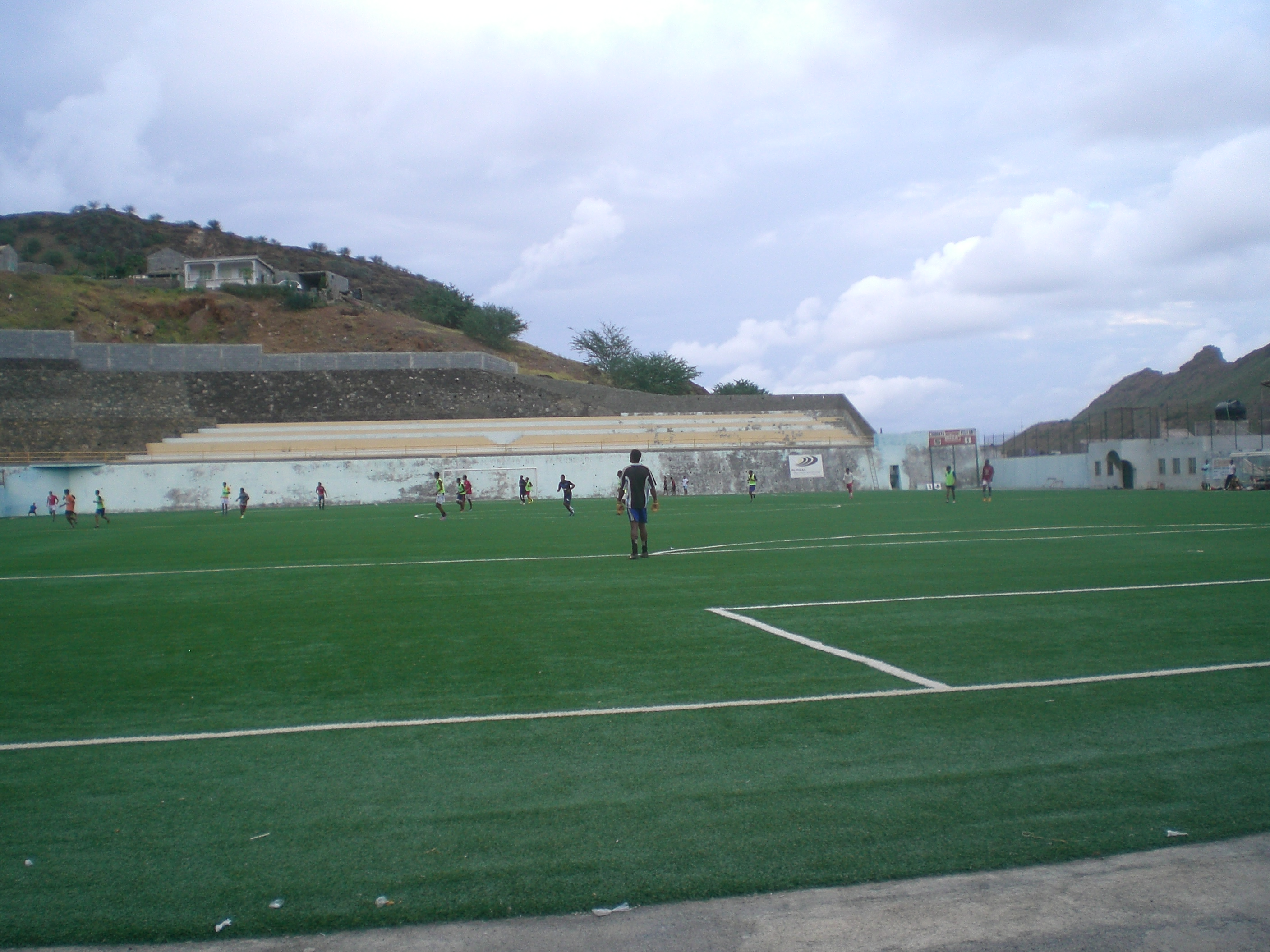
Estádio João de Deus Lopes da Silva, de veld van SC Atlético

Sport Clube Atlético is een Kaapverdische voetbalclub. De club speelt in de São Nicolau Eiland Divisie, op Ribeira Grande in São Nicolau, waarvan de kampioen deelneemt aan het Kaapverdisch voetbalkampioenschap, de eindronde om de landstitel.

## Erelijst
Eilandskampioen: 4
1993/94, 1994/95, 1999/2000, 2001/02, 2011/12, 2013/14
Eilandsbeker: 2
2007/08, 2013/14
Super-beker van São Nicolau: 1
2014
São Nicolau Opening Tournament: 1
2001/02